# Mechtild Frisch
Mechtild Frisch (* 22. April 1943 in Karlsbad, auch Mechthild Frisch, bis 1986 Mechtild Nemeczek bzw. Mechthild Nemeczek) ist eine deutsche Malerin und Objektkünstlerin.

## Leben
Frisch zog mit ihrer Familie unmittelbar nach ihrer Geburt nach Berlin. Ab 1964 studierte sie an der Städelschule in Frankfurt am Main und 1965 bis 1968 an der Werkakademie Kassel bei Arnold Bode. In Kassel lernte sie den Feuilletonredakteur Alfred Nemeczek kennen, den sie 1967 heiratete. Bis 1986 arbeitete sie unter dem Namen Mechtild Nemeczek. Einige Werke sind auch mit Mechtild Nemeczek-Frisch signiert. 1967 zog sie mit ihrem Mann nach Hamburg und begann ein Studium an der Hochschule für Bildende Künste Hamburg bei Rudolf Hausner und Renato Guttuso.
Ab 1970 lebte und arbeitete sie in Düsseldorf und siedelte 1975 nach Duisburg-Rheinhausen und 1977 nach Köln über. 1985 bis 1987 übernahm sie einen Lehrauftrag für Malerei/Bildhauerei an der Kunstakademie Düsseldorf. Von 1994 bis 2008 hatte sie eine Professur an der Kunstakademie Münster für Malerei inne. Sie lebt und arbeitet in Köln.

## Ausstellungen
Neben Ausstellungen im Folkwang Museum (Mechtild Nemeczek – Katalog zur Ausstellung der Städtischen Galerie in Museum Folkwang, Essen, 17. Februar – 25. März 1984), im Studio 4 des Sprengel Museum und im Museum Wiesbaden hatte sie weitere Ausstellungen:
- 1972: Kunstverein Unna (Einzelausstellung)
- 1983: Dreidimensional-aktuelle Kunst aus der Bundesrepublik Deutschland in Mannheim, Duisburg, Tokyo
- 1984: Kunstlandschaft Bundesrepublik, Overbeck-Gesellschaft, Lübeck
- 1985: Städtische Galerie, Folkwang-Museum in Essen (Einzelausstellung)
- 1986: Spannungen – dimension V. Kunsthalle Köln
- 1987: Kasseler Kunstverein
- 1988: Sprengel Museum Hannover
- 1992: Werkschau, Museum Wiesbaden
- 1995: Gegen den bösen Blick. Städtische Galerie Delmenhorst. Katalog bei Wienand, Köln
- 2004: Papier, das Material des Künstlers. Städtische Galerie Villa Zanders in Bergisch Gladbach
- 2006: Was ist Plastik? 100 Jahre, 100 Köpfe – Das Jahrhundert moderner Skulptur. Lehmbruck-Museum, Duisburg
- 2007: Papier, Papier, Papier …. Städtische Galerie Villa Zanders in Bergisch Gladbach
- 2023: Mechtild Frisch. Sehstücke. Städtische Galerie Villa Zanders in Bergisch Gladbach

## Preise/Auszeichnungen
- 1979: Villa-Romana-Preis, Florenz
- 1981: Arbeitsstipendium der Stiftung Kunstfonds, Bonn
- 1982: Kunstpreis Böttcherstraße, Bremen
- 1983: Barkenhoff-Stipendium, Worpswede
- 1984: Förderpreis des Kulturkreises im Bundesverband der Deutschen Industrie
- 1989: Kunstpreis Glockengasse, Köln
- 2000: Lovis-Corinth-Preis der Stadt Düsseldorf